# Manuel Román Fernández
Manuel Román Fernández (Guarero, Zulia, Veneçuela, 8 de març de 1962 - Maicao, La Guajira, Colòmbia, 9 de abril de 2021) va ser professor, periodista, investigador wayúu, locutor, membre de la Junta Major de Palabreros i fundador del periòdic binacional wayuunaiki al costat de la periodista Jayariyú Farías Montiel.

## Biografia
Va néixer en el poblat de Guarero en l'estat Zulia, zona fronterera amb el departament colombià de la Guajira, lloc des d'on es va encaminar a la recerca sobre la cultura wayuu, va estudiar en el col·legi d'arts Presbítero Francisco Babbini,anteriorment denominat Escola Nacional Guarero. Román Fernández es va dedicar en gran part a la defensa i promoció dels valors morals de la cultura wayuu a través d'espais de trobades i debats acadèmics en diverses escoles i universitats a Colòmbia i Veneçuela, debats als quals era convidat com a impulsor de la recerca i la defensa dels territoris sense divisions de frontera. En les seves intervencions feia esment a la història i al sistema normatiu propi com a manera de perpetuar la cultura i les tradicions wayúu.

## Carrera
Va ser professor de wayuunaiki en institucions com a Fe i Alegria Paraguaipoa i en altres institucions al llarg de l'estat Zulia i el departament de la Guajira a Colòmbia. Va treballar com a comunicador social en la ràdio Fe i Alegria Paraguaipoa i publicava en el periòdic Wayuunaiki, s sent autor de diversos textos resultats dels seus treballs de recerca en el camp. Va ser membre de la Junta Major de Palabreros.
Va morir a causa del COVID-19 a causa de complicacions generades en contreure el virus a Guarero.